# Charles Walter De Vis
Charles Walter De Vis ( Birmingham, 9 de maio de 1829 – Brisbane, 30 de abril de 1915 ), foi um botânico, zoologista, ornitólogo e clérico inglês.